# Flesch Bálint
Flesch Bálint (Budapest, 1949. június 5.) fényképész, fotókonzervátor.

## Életpályája
1967-ben érettségizett, majd 1969-ben letette a fényképész szakmunkásvizsgát. 1962-től foglalkozik fényképezéssel. Első díját a MADOME-ban nyerte el 15 évesen. Egy kórház fotósa volt, később pedig a Petőfi Irodalmi Múzeum fényképészeként dolgozott. 1981-82-ben a Képző- és Iparművészeti Szakközépiskola tanára volt, 1985 és 1990 között fotótechnika-történeti táborokat, tanfolyamokat vezetett Kincses Károllyal közösen Gödöllőn. 1989-ben megkapta az Air France és Párizs város fotóművészeti ösztöndíját. 1976-ban a Fiatal Fotóművészek Stúdiójának tagja; 1983-ban a Magyar Fotóművészek Szövetségének tagja, a Múzeumi Bizottság vezetője.

## Egyéni kiállítások
- 1982 • Nagy, meleg, rózsaszín, Óbudai Pincegaléria, Budapest
- 1984 • Hideg, ragacsos dolgok, Liget Galéria, Budapest

## Csoportos kiállítások
1963 óta több kiállításon szerepelt.
- 1968 • Országos Sportfotó Kiállítás
- 1970, 1971 • Fotóklubok Országos Szalonja, Szeged
- 1974 • Első, Fiatal Fotóművészek Stúdiója kiállítás, Budavári Palota A épület, Budapest
- 1980 • II. Esztergomi Fotóbiennále[4]
- 1983 • Szociofotó III., Környezetképek, Fényes Adolf Terem, Budapest

## Internetes publikációk
- Balint Flesch retrospective Flesch Bálint retrospektív
- ARCHALTFOTOKONZERV honlap
- ARCHALTFOTOKONZERV blog